# サンマルシェ循環バス

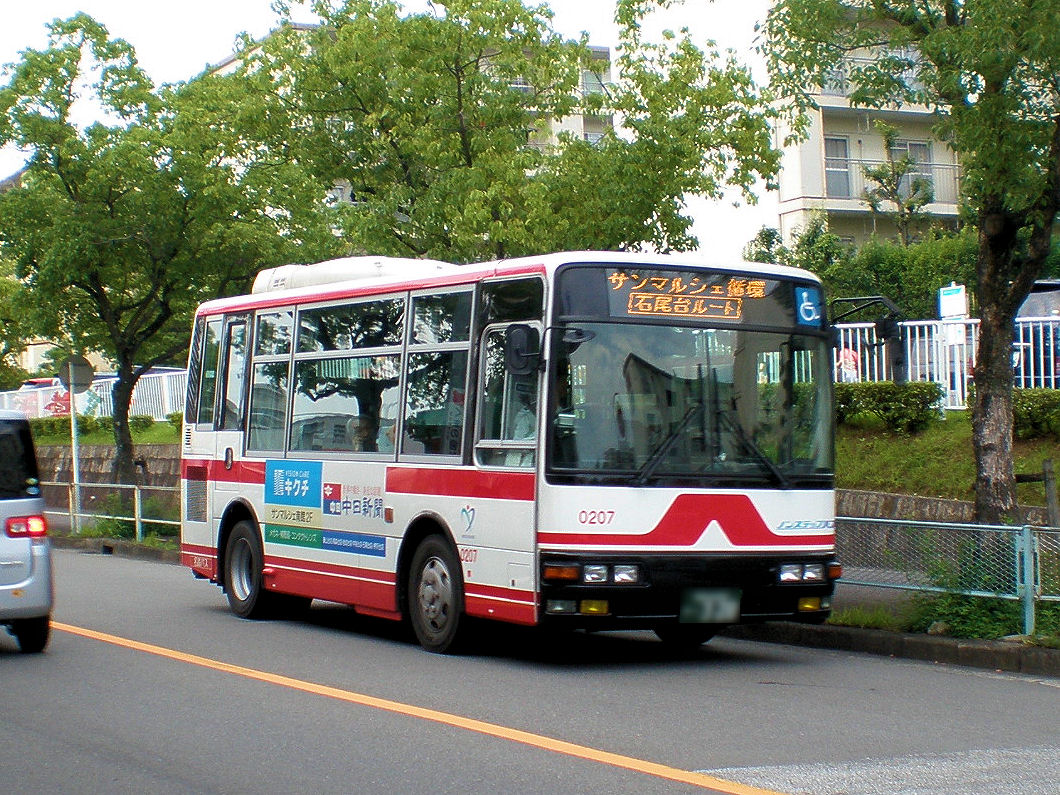
サンマルシェ循環バス 過去の車両
三菱ふそう・エアロミディMJ ノンステップ
（除籍済）

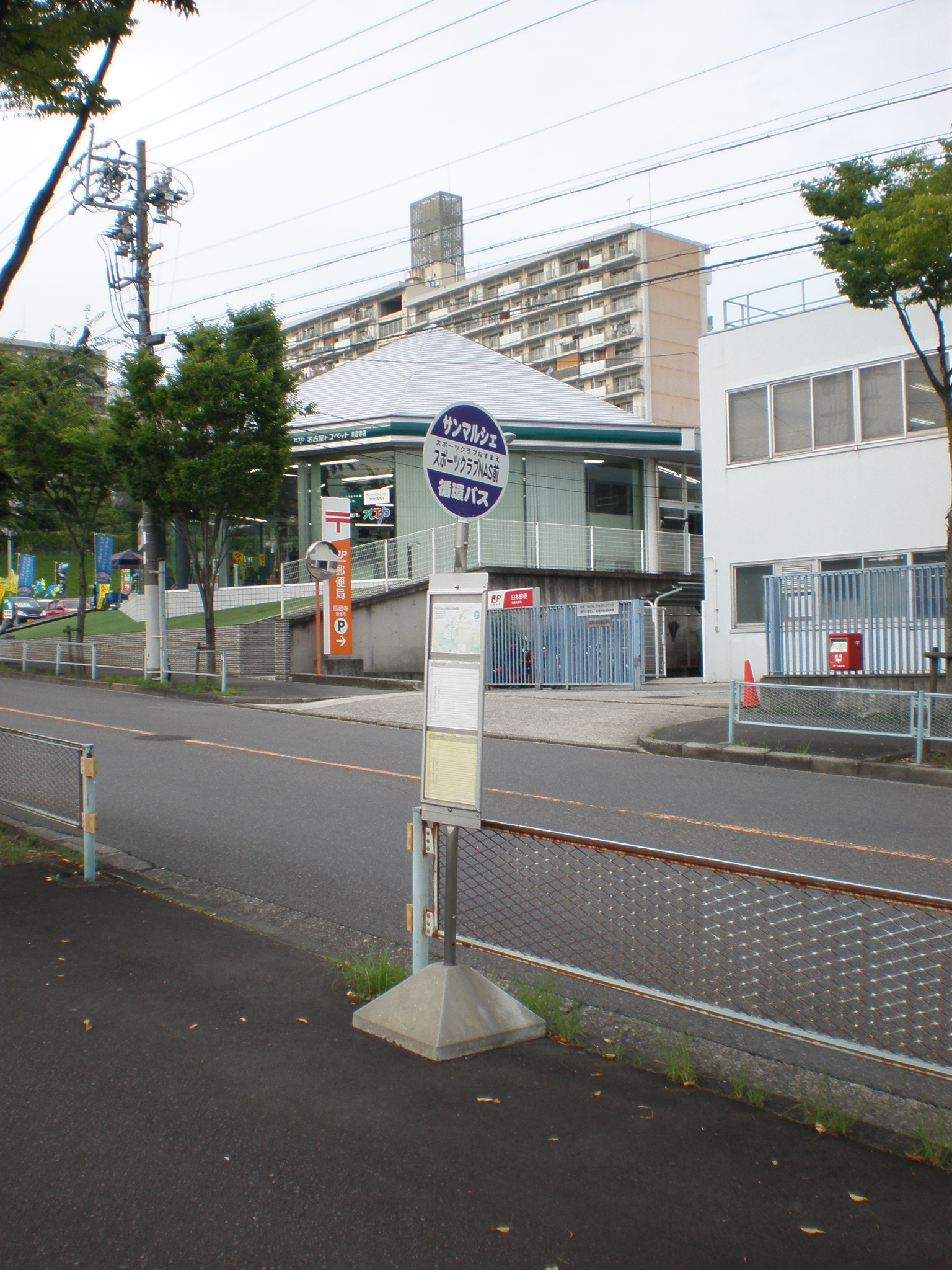
サンマルシェ循環バスの停留所ポール
（「スポーツクラブNAS前」停留所）

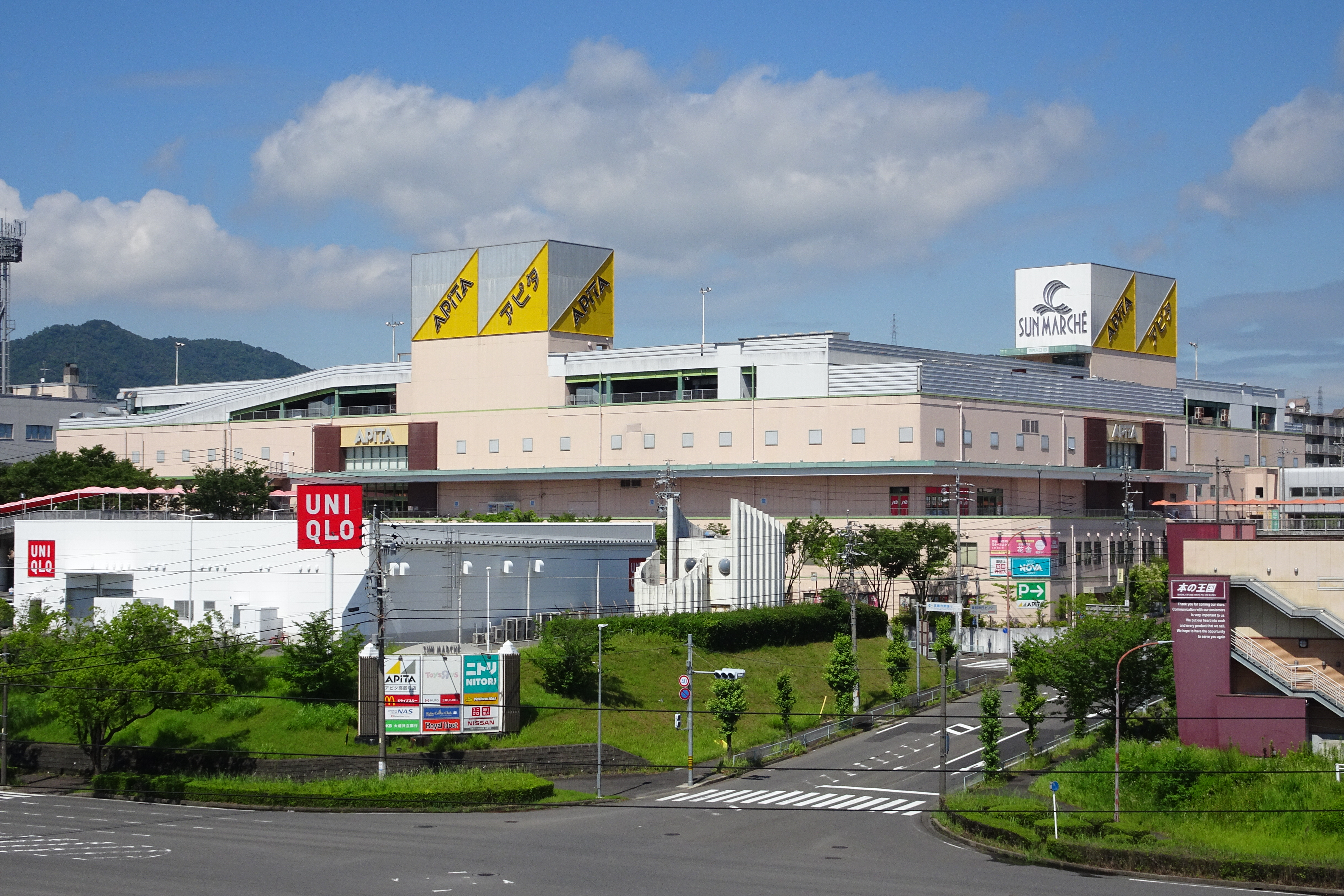
サンマルシェ（アピタ館）

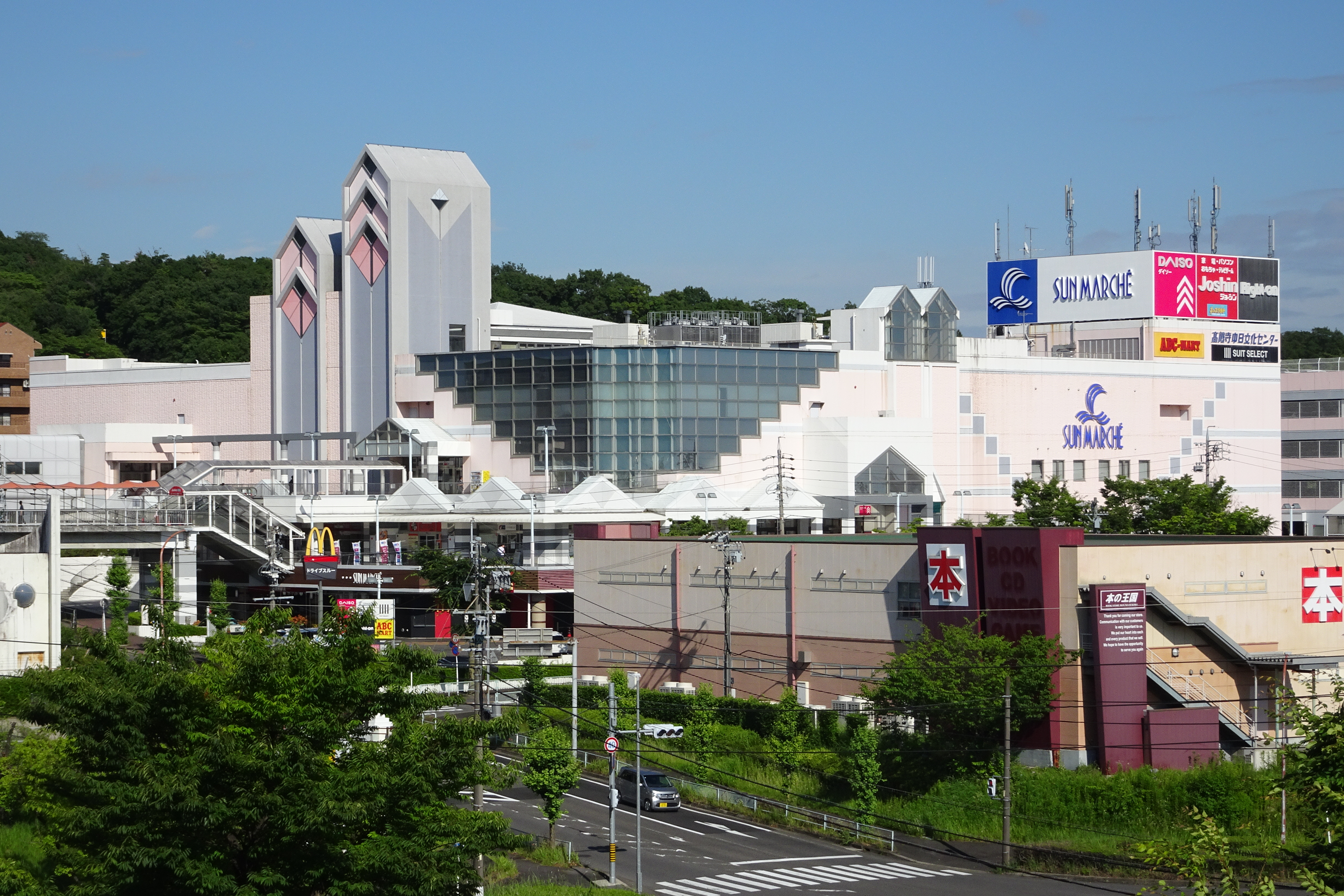
サンマルシェ（南館）

サンマルシェ循環バス（サンマルシェじゅんかんバス・英：SUN MARCHE LOOP-LINE BUS）は、愛知県春日井市東部の高蔵寺ニュータウン内を循環する路線バス。運営主体は高蔵寺ニュータウンセンター開発株式会社、運行主体は名鉄バス。

## 概要
2006年（平成18年）4月1日より試行運行を開始。当初は1年間の期限付きでの運行であったが、現在も運行が継続されている。
運行ルートは、石尾台ルートと藤山台ルートの2系統あり、いずれも春日井市東部にあるショッピングモール「サンマルシェ」を起終点として高蔵寺ニュータウン内を循環する。
2021年（令和3年）4月1日のダイヤ改正により、日曜日が運休となった。

## 沿革
- 2006年（平成18年）4月1日 - 試行運行開始[3][4]。
- 2007年（平成19年）4月1日 - ダイヤ改正。藤山台ルートに「高森台郵便局」停留所を新設。
- 2010年（平成23年）4月1日 - ICカード「manaca」の利用を開始[4]。
- 2010年（平成23年）12月1日 - ダイヤ改正およびルート変更。
- 2016年（平成28年）12月1日 - ダイヤ改正およびルート変更[4]。
- 2018年（平成30年）3月17日 - 藤山台ルートに「グルッポふじとう北」停留所を新設[6]。
- 2021年（令和3年）4月1日 - 運賃改定およびダイヤ改正[5]。日曜日は運休となる[5]。

## 運賃・乗車券類
運賃支払にはmanacaなどの交通系ICカードが利用可能。名鉄バスが発行する定期券や回数券、バスカード、共通SFカード、得々パスは利用できない。
2021年（令和3年）4月現在の運賃は以下のとおり。
- 大人：170円[5] - 2021年（令和3年）4月1日の運賃改定で100円から値上げ[5]。
- 小人：90円[5] - 2021年（令和3年）4月1日の運賃改定で50円から値上げ[5]。

## 路線

### 石尾台ルート
サンマルシェを発着点とし、高蔵寺ニュータウン東部を巡回する。
停車するバス停留所
サンマルシェ南館西 - サンマルシェ南館東 - アピタ館 - 中央台小学校東 - 中央台七丁目 - 石尾台郵便局 - 堂須公園 - 押沢台小学校 - 押沢台三丁目 - 押沢台四丁目 - 押沢台五丁目 - 押沢台七丁目 - 押沢台西 - ナフコ石尾台 - 石尾台小学校 - 石尾台二丁目 - 高森台七丁目 - 高森台中学校 - 高森山公園 - 高森台団地 - 高森台郵便局 - 市民センター・スポーツクラブNAS前 - アピタ館 - サンマルシェ南館東 - サンマルシェ南館西

### 藤山台ルート
サンマルシェを発着点とし、高蔵寺ニュータウン西部を巡回する。
停車するバス停留所
サンマルシェ南館西 - サンマルシェ南館東 - アピタ館 - 高森台郵便局 - 浄水場 - 高森台一丁目 - グルッポふじとう北 - 藤山公園 - 藤山台小学校西 - 藤山台四丁目 - 西藤山台小学校 - 藤山橋 - 東山下橋 - 岩成台四丁目 - 岩成台西 - 岩成台北 - 藤山台東 - スポーツクラブNAS - 東部市民センター - アピタ館 - サンマルシェ南館東 - サンマルシェ南館西

## 車両
名鉄バスカラーの一般路線車が使用される。